# 봉만대
봉만대(奉萬大, 1970년 1월 21일~)는 대한민국의 영화 감독이다. 1994년《휘파람을 부는 여자》의 조감독을 맡으며 영화계에 입문하였고, 1999년《도쿄 섹스피아》로 데뷔하였다.

## 학력
- 광덕고등학교 졸업

## 영화

### 연출
| 년도   | 작품명                               | 장르           | 비고     |
| ------ | ------------------------------------ | -------------- | -------- |
| 2000년 | 《일심》                             | 에로           |          |
| 2000년 | 《연어》                             | 에로           |          |
| 2000년 | 《아파바 (아름다운 파도와 바다)》    | 에로           |          |
| 2001년 | 《모모》                             | 에로           |          |
| 2003년 | 《맛있는 섹스 그리고 사랑》          | 로맨스/멜로    |          |
| 2004년 | 《동상이몽》                         | 에로           | 옴니버스 |
| 2006년 | 《신데렐라》                         | 공포           |          |
| 2010년 | 《덫》                               | 로맨스/멜로    |          |
| 2010년 | 《맛있는 상상》                      | 드라마         | 단편     |
| 2012년 | 《섹스 거짓말 그리고 비디오 테이프》 | 코미디         |          |
| 2013년 | 《아티스트 봉만대》                  | 코미디         |          |
| 2015년 | 《떡국열차》                         | 코미디         |          |
| 2015년 | 《덫: 치명적인 유혹》                | 로맨스, 스릴러 |          |
| 2017년 | 양양                                 |                |          |

### 출연
- 《휘파람 부는 여자》(1998년) ... 전도사 역
- 《신부수업》(2004년) ... 결혼식 사회자 역
- 《핸드폰》(2009년) ... 영화감독 역
- 《불꽃처럼 나비처럼》(2009년) ... 이생원 역
- 《아티스트 봉만대》(2013년) ... 봉만대 역
- 《프랑스 영화처럼》(2016년) ... 김 선생 역
- 《한강블루스》(2016년) ... 장효 역
- 《중2라도 괜찮아》(2017년) ... 봉 작가 역

## TV
- 1997년 MBC 《경찰청 사람들》 - 최후의 단서 - 이명훈 역
- 2011년 OCN Movies 《TV 방자전》 - 연출
- 2012년 MBC every1 《무작정 패밀리 시즌1》 - 특별출연
- 2013년 MBC 드라마넷 《굳센토크 도토리》 - 출연
- 2013년 MBC 《황금어장 라디오스타》 - 게스트
- 2014년 tvN 《로맨스가 더 필요해》 - 진행
- 2014년 MBC 《둘이서 세계로》 - 출연
- 2014년 KBS W 《시청률의 제왕》 - 출연
- 2014년 MBC 《컬투의 어처구니》 - 출연
- 2014년 SBS 《접속! 무비월드》 - 출연
- 2015년 KBS2 《나비효과》 - 출연
- 2015년 채널 A 《카톡쇼 X》 - 출연
- 2015년 SBS 《18초》 - 출연
- 2016년 SBS 《봉만대》 - 특별출연
- 2016년 SBS 《돌아와요 아저씨》 - 봉 감독(특별출연)
- 2016년 MBC every1 《비디오스타》 - 게스트
- 2016년 tvN 《안투라지》 - 특별출연
- 2016년 SBS 《2016 희망TV SBS - 희망노래방 부기부기》 - 진행
- 2017년 EBS 《까칠남녀》 - 출연
- 2018년 KBS1 《TV는 사랑을 싣고》 - 게스트

## 예능
- 2016년 MBC 《미스터리 음악쇼 복면가왕》 - 그 음악은 제발 틀지 마세요 DJ
- 2018년 KBS1 《TV는 사랑을 싣고》 - 게스트

## 라디오
- 2016년 SBS러브FM 《김흥국, 봉만대의 털어야 산다》 - 진행